# Municipio de Valley (condado de Chester)
El municipio de Valley (en inglés: Valley Township) es un municipio ubicado en el condado de Chester en el estado estadounidense de Pensilvania. En el año 2000 tenía una población de 5116 habitantes y una densidad poblacional de 330,9 personas por km².

## Geografía
El municipio de Valley se encuentra ubicado en las coordenadas 39°58′48″N 75°51′09″O / 39.98000, -75.85250.

## Demografía
Según la Oficina del Censo en 2000 los ingresos medios por hogar en la localidad eran de $50 933 y los ingresos medios por familia eran de $58 712. Los hombres tenían unos ingresos medios de $37 451 frente a los $33 385 para las mujeres. La renta per cápita de la localidad era de $20 648. Alrededor del 5,2% de la población estaba por debajo del umbral de pobreza.